# Isolepis praetextata
Isolepis praetextata là loài thực vật có hoa trong họ Cói. Loài này được (Edgar) Soják mô tả khoa học đầu tiên năm 1979 publ. 1980.